# Municipio Huanuni
Das Municipio Huanuni ist ein Verwaltungsbezirk im bolivianischen Departamento Oruro im südamerikanischen Anden-Staat Bolivien.

## Lage im Nahraum
Das Municipio Huanuni ist eines von zwei Municipios in der Provinz Pantaleón Dalence. Es grenzt im Norden an die Provinz Cercado, im Nordwesten an das Municipio Machacamarca, im Südwesten an die Provinz Poopó, im Osten an das Departamento Potosí und im Nordosten an das Departamento Cochabamba.
Der zentrale Ort des Municipios ist die Stadt Huanuni mit 20.336 Einwohnern (Volkszählung 2012) im südwestlichen Teil des Municipios.

## Geographie
Das Municipio Huanuni liegt am Ostrand des bolivianischen Altiplano in der Cordillera Azanaques, die wiederum Teil der bolivianischen Cordillera Central ist. Das Klima der Region ist ein typisches Tageszeitenklima, bei dem die Temperaturschwankungen im Tagesverlauf deutlicher ausfallen als im Jahresverlauf.
Die Jahresdurchschnittstemperatur der Region liegt bei knapp 9 °C, die Monatswerte schwanken zwischen 4 °C im Juni/Juli und 11 °C von November bis März. Der Jahresniederschlag beträgt nur niedrige 350 mm, von April bis Oktober herrscht eine ausgeprägte Trockenzeit mit Monatswerten von unter 10 mm, nur von Dezember bis März fallen nennenswerte Monatsniederschläge zwischen 55 und 85 mm.

## Bevölkerung
Die Einwohnerzahl des Municipios Huanuni ist zwischen 1992 und 2024 weitgehend gleich geblieben:
| Jahr | Einwohner | Quelle       |
| ---- | --------- | ------------ |
| 1992 | 19.674    | Volkszählung |
| 2001 | 19.428    | Volkszählung |
| 2012 | 24.677    | Volkszählung |
| 2024 | 20.028    | Volkszählung |

Die Bevölkerungsdichte des Municipios bei der letzten Volkszählung von 2024 betrug 32,1 Einwohner/km², der Anteil der städtischen Bevölkerung ist 82,4 Prozent. Die Lebenserwartung der Neugeborenen lag im Jahr 2001 bei 55,7 Jahren.
Der Alphabetisierungsgrad bei den über 19-Jährigen beträgt 85 Prozent, und zwar 96 Prozent bei Männern und 76 Prozent bei Frauen (2001).

## Politik
Ergebnis der Regionalwahlen (concejales del municipio) vom 4. April 2010:
| Wahl- berechtigte |  | Wahl- beteiligung | gültige Stimmen |  | MAS-IPSP | MSM    |
| ----------------- |  | ----------------- | --------------- |  | -------- | ------ |
| 13.743            |  | 12.008            | 7.852           |  | 4.602    | 3.250  |
|                   |  | 87,4 %            | 65,4 %          |  | 58,6 %   | 41,4 % |

Ergebnis der Regionalwahlen (elecciones de autoridades políticas) vom 7. März 2021:
| Wahl- berechtigte |  | Wahl- beteiligung | gültige Stimmen |  | MAS-IPSP | MTS     | BST    | PP     | UN SOL PARA ORURO | C-A    |
| ----------------- |  | ----------------- | --------------- |  | -------- | ------- | ------ | ------ | ----------------- | ------ |
| 14.049            |  | 12.388            | 10.675          |  | 6.301    | 2.359   | 870    | 344    | 252               | 181    |
|                   |  | 88,18 %           | 86,17 %         |  | 59,03 %  | 22,10 % | 8,15 % | 3,22 % | 2,36 %            | 1,70 % |

## Gliederung
Das Municipio hat eine Fläche von 810 km² und unterteilt sich in die folgenden sechs Kantone (cantones):
- 04-0701-01 Kanton Huanuni – 18 Ortschaften – 22.127 Einwohner
- 04-0701-02 Kanton Cataricahua – 9 Ortschaften – 851 Einwohner
- 04-0701-03 Kanton Morococala – 3 Ortschaften – 562 Einwohner
- 04-0701-04 Kanton Negro Pabellón – 5 Ortschaften – 508 Einwohner
- 04-0701-05 Kanton Huallatiri – 6 Ortschaften – 410 Einwohner
- 04-0701-06 Kanton Bombo – 3 Ortschaften – 219 Einwohner

## Ortschaften im Municipio Huanuni
- Kanton Huanuni
  - Huanuni 20.336 Einw. – Viluyo 354 Einw. – Cataricahua 175 Einw.

- Kanton Cataricahua
  - Tarucamarca 243 Einw. – Condor Iquiña 117 Einw.

- Kanton Morococala
  - Morococala 353 Einw.

- Kanton Negro Pabellón
  - Japo 451 Einw.

- Kanton Huallatiri
  - Hurachaquilla 69 Einw. – Huallatiri 67 Einw.

- Kanton Bombo
  - Villacollo 130 Einw.